# Hydropsyche gemellata
Hydropsyche gemellata är en nattsländeart som beskrevs av Wolfram Mey 1998. Hydropsyche gemellata ingår i släktet Hydropsyche och familjen ryssjenattsländor. Inga underarter finns listade i Catalogue of Life.